# Baseball softball club de Cergy-Pontoise
Le Baseball softball club de Cergy-Pontoise est un club français de baseball évoluant en Nationale 2 (D3) après avoir été relégué de N1A à l'issue de la saison 2008.

## Histoire
Lors de sa création le 5 mars 1986, le club de baseball ne regroupait que quelques amis désireux de pratiquer ce sport venu des Amériques.
En 1987, sa participation aux contrats bleus et à l'aménagement du temps scolaire pour les enfants des écoles primaires permet l'intégration du club au sein de la ville nouvelle. La même année l'engagement de l'équipe sénior au championnat régional et ses bons résultats dans cette même compétition en font l'une des meilleures équipes du Val d'Oise.
En 1988, le club base sa politique sur la formation de cadres et participe aux différents stages organisés par le comité départemental du Val d'Oise. En septembre de la même année, le club organise le premier tournoi de baseball du Val d'Oise et ouvre son école de minimes. Le baseball gagne du terrain.
En 1989, l'équipe sénior termine deuxième de son groupe dans le championnat régional. Elle s'ouvre les portes de la nationale III en participant aux finales en octobre. En mai 1990, l'État organise la première fête du sport. Le club de baseball de Cergy répond présent et obtient un grand succès sur la base de loisirs de Cergy-Pontoise. La même année, l'équipe sénior accède en régional honneur et le troisième tournoi devient national avec la venue de Nancy.
En janvier 1991, les filles s'intègrent dans le club avec la création d'une équipe féminine de softball. En 1991, l'équipe sénior échoue de peu pour la montée en division nationale. En septembre 1991, le tournoi de Cergy devient international avec la venue d'Erkrath (Allemagne), ville jumelée avec Cergy-Pontoise. Au même moment, le club ouvre une nouvelle équipe et permet aux jeunes enfants d'Osny de goutter aux joies du baseball.
En janvier 1992, la grande famille s'agrandit avec la création au sein du club d'une équipe de cricket qui finit troisième du championnat de nationale II. Tandis que les filles progressent tranquillement, l'équipe sénior rate une nouvelle fois la montée en nationale II.
En 1994, le club marque sa volonté de former des jeunes en créant une équipe junior. En septembre 1994, l'équipe féminine devient championne Île-de-France et s'ouvre les portes de la nationale II. Elles arrivent en demi-finales de ce même championnat. 1994, l'équipe cadet s'affirme comme une structure solide et avec un grand potentiel.
En 1995, l'équipe sénior arrive troisième de la nationale II. L'équipe féminine arrive deuxième du championnat de France de nationale IB (9e équipe de France). 5 cadets de Cergy ont réussi leur sélection au sein de l'équipe du comité départemental 95 et trois filles sont sélectionnées en équipe Ile-de-France. L'équipe cadet atteint la phase finale du championnat de France (4e équipe de France).

## Palmarès
- Champion de France de Nationale 1B (D2) : 1999.